# Ulrike Richter
Ulrike Richter (ur. 17 czerwca 1959 w Görlitz) – wschodnioniemiecka pływaczka. Trzykrotna medalistka olimpijska z Montrealu.
Specjalizowała się w stylu grzbietowym. Igrzyska w 1976 był jej jedyną olimpiadą. W Montrealu triumfowała na dystansie 100 i 200 metrów stylem grzbetowym i w sztafecie 4 × 100 metrów stylem zmiennym. Pobiła 14 rekordów świata. Była multimedalistką mistrzostw świata (1973: złoto na 100 m grzbietem oraz w sztafecie 4 × 100 m zmiennym; 1975: złoto na 100 m grzbietem oraz w sztafecie 4 × 100 m zmiennym, brąz na 200 m grzbietem) oraz mistrzostw Europy (1974: złoto na 100 oraz 200 m grzbietem, a także w sztafecie 4 × 100 m zmiennym; 1977: złoto w sztafecie 4 × 100 m stylem zmiennym, srebro na 100 i 200 m grzbietem).
Richter, jak wiele sportowców pochodzących z NRD, brała doping w ramach systemu stworzonego przez państwo.